# Березовське сільське поселення (Ібресинський район)
Бере́зовське сільське поселення (рос. Берёзовское сельское поселение) — муніципальне утворення у складі Ібресинського району Чувашії, Росія. Адміністративний центр — селище Березовка.

## Населення
Населення — 405 осіб (2019, 508 у 2010, 658 у 2002).

## Склад
До складу поселення входять такі населені пункти:
| Населений пункт        | Населення, осіб (2002) | Населення, осіб (2010) |
| ---------------------- | ---------------------- | ---------------------- |
| XI літ Чувашії, селище | 77                     | 46                     |
| Березовка, селище      | 252                    | 201                    |
| Калиновка, селище      | 28                     | 21                     |
| Красна Зоря, селище    | 86                     | 62                     |
| Нова жизнь, селище     | 112                    | 100                    |
| Орел, селище           | 99                     | 78                     |
| Паральша, селище       | 4                      | 0                      |